# Stenothemus laterophysus
Stenothemus laterophysus là một loài bọ cánh cứng trong họ Cantharidae die voorkomt in Myanmar. Loài này được miêu tả khoa học năm 2004 bởi Svihla.